# Frank Bradshaw
Frank Bradshaw (Sheffield, 31 maggio 1884 – Bristol, 1962) è stato un calciatore inglese, di ruolo attaccante.

## Carriera

### Nazionale
Nell'unica partita che giocò per la Nazionale inglese mise a segno una tripletta.

## Palmarès

### Club

#### Competizioni nazionali
- Coppa d'Inghilterra: 1

Sheffield Wednesday: 1906-1907